# Daxinshao (köpinghuvudort i Kina, Yunnan Sheng, lat 24,24, long 103,45)
Daxinshao (kinesiska: 新哨) är en köpinghuvudort i Kina. Den ligger i provinsen Yunnan, i den sydvästra delen av landet, omkring 120 kilometer sydost om provinshuvudstaden Kunming. Antalet invånare är 58 791. Befolkningen består av 28 205 kvinnor och 30 586 män. Barn under 15 år utgör 21,0 %, vuxna 15-64 år 70 %, och äldre över 65 år 8,0 %.
Runt Daxinshao är det ganska tätbefolkat, med 134 invånare per kvadratkilometer. Närmaste större samhälle är Miyang, 18,2 km norr om Daxinshao. I omgivningarna runt Daxinshao växer huvudsakligen savannskog.
Genomsnittlig årsnederbörd är 1 158 millimeter. Den regnigaste månaden är juni, med i genomsnitt 251 mm nederbörd, och den torraste är februari, med 18 mm nederbörd.